# Rudnia Żyhalskaja
Rudnia Żyhalskaja (biał. Рудня Жыгальская; ros. Рудня-Жигальская, Rudnia-Żigalskaja) – wieś na Białorusi, w obwodzie homelskim, w rejonie homelskim, w sielsowiecie Rudnia Marymonawa, nad Dnieprem.